# پتنیتسا (چاچاک)
پتنیتسا (به صربی: Petnica) یک منطقهٔ مسکونی در صربستان است که در چاچاک واقع شده‌است. پتنیتسا ۴٫۵۱ کیلومتر مربع مساحت و ۱۸۰ نفر جمعیت دارد و ۴۲۶ متر بالاتر از سطح دریا واقع شده‌است.